# Igor Bravničar
Igor Bravničar, slovenski slikar in pianist, * 1961, Ljubljana.
Diplomiral klavir na Akademiji za glasbo v Ljubljani, študiral slikarstvo na Academie Royale v Bruslju in magistriral iz slikarstva na Akademiji za likovno umetnost in oblikovanje v Ljubljani.
Njegov ded je slovenski skladatelj Matija Bravničar, njegov oče pa violinist Dejan Bravničar.